# Изворинка Милошевић
Изворинка Милошевић (Нересница, 19. јануар 1954) српска је певачица, извођач српске и влашке народне музике.
Сматра се једним од највећих извођача влашке музике, те је стога називају и некрунисаном краљицом влашке музике.
По образовању је економиста. Од 1971. до 2004. снимила је преко 20 албума што на српском, што на влашком језику. Певала је у групи Мире Васиљевић „Ђердан”. Појавила се и у филму Секула невино оптужен глумећи певачицу. Учесница је првог серијала ријалитија Двор емитованог на Пинку.
Била је удата за Мишу Блама са којим има сина Давида.

## Биографија
Изворинка Милошевић је рођена 19. јануара 1954. године у селу Нересница код Кучева (Звишки срез у источној Србији). Деда јој се звао Влајко Лунгоњи, али је након Другог светског рата променио презиме у Милошевић. Баба јој се звала Стојна. Изворинкин отац се звао Виктор Лунгу и био је запослен у Предузећу за путеве у Пожаревцу. Мајка јој је била домаћица. Поред Изворинке имали су и сина.
Право Изворинкино име је Фунтињора Фунта Лунга (Ф'нтињора Ф'нта Лунга). Кад је пошла у школу, њено лично име је преведено на српски језик и добила је име Изворинка.
У основну школу кренула је са шест година. Годину дана ишла је у припремни разред, пошто није знала ни реч српског језика, а онда је наставила редовно школовање. Као ученица основне школе слушала је на транзистору Радио Београд, Радио Букурешт и Радио Темишвар. Узори су јој били српска певачица Ксенија Цицварић и румунска певачица Марија Танасе. Такође је љубитељ румунског свирача на пановој фрули Георгија Замфира. Пошто је хтела да иде стопама свога оца, након завршене основне школе уписала је Средњу саобраћајну школу у Пожаревцу, а након завршене средње школе уписала је Вишу економску школу – друмски смер. Док се школовала у Пожаревцу, учланила се у културно-уметничко друштво у Дому културе у Пожаревцу, где је била певачица.
У детињству јој је најбоља другарица била Гордана Гоца Стојићевић. Обе су лепо певале, па су заједно наступале на школским приредбама, као и на смотри изворног народног стваралаштва "Хомољски мотиви" у Кучеву. Мира Васиљевић их је обе учланила у своју групу Ђердан, где се Изворинка јавила на конкурс за пријем нових певачица.

## Естрадна каријера и дискографија
Своју естрадну каријеру Изворинка Милошевић дугује и вокалној групи Ђердан, у којој се задржала годину дана. Са овим саставом је 1975. године за ПГП РТБ снимила сингл (ознака СФ 13091) Шумадија у јесење дане, са истоименом песмом и песмом Преварена, остављена.
Потписивањем уговора са Београдском естрадом, Изворинка Милошевић је започела своју самосталну музичку каријеру . Са уредником Првог програма Радио Београда Миланом Обрадовићем, кога је упознала пре него што је дошла у Ђердан, направила је прве снимке песама Ватреница и Зар тако, душо Радоје, које су касније постале хитови.
Самосталну каријеру почела је у издавачкој кући ПГП РТБ, за коју је 1971. године издала своју прву плочу под називом Влашке песме. Плоча је носила ознаку С 10113, а садржала је песме Еј, луна (Еј, месече) и Аскултај царта флорилор (Слушах препирку цвећа). За ПГП РТБ је 1972. године издала плочу Пепељуга (ознака ЕП 11096). На овој плочи нашле су се песме Пепељуга и Лепо сам девојче (на А страни), те Нисам више слободна девојка и Имам брата (на Б страни). Такође је за ПГП РТБ 1974. године издала плочу Жоаке жоку н' појенице. Ова плоча (ознака ЕП 11165) имала је три песме: Жоаке жоку н' појенице (Игра коло на ливади), Јаме доамње думе, думе (Узми ме, Боже, однеси ме) и Вино дајкуцо ла моаре (Дођи, драга, у воденицу).
Након тога прешла је у Дискотон, за који је 1975. године издала сингл плочу (ознака СН 0176) са песмама Ватреница и Игра коло. Каријеру је наставила у издавачкој кући Југотон, за коју је 1976. године издала сингл (ознака SY 23045) са песмама Касно је за све и Зар тако, душо Радоје.
Године 1977. враћа се у ПГП РТБ и под ознаком С 10489 издаје плочу под називом Ноћу га сањам, мајко. На овој плочи је, поред истоимене песме, објављена и песма Пусти ме да те преболим. Исте године објавила је, под ознаком С 13192, сингл плочу Све због љубави, са овом песмом и са песмом Ја Влајна, а ти Србијанац. Годину дана касније, 1978. године, под именом Изворинка Милошевић Блам, издаје сингл плочу (ознака СФ 13250) У тебе сам заљубљена, са истоименом песмом и песмом Љубио ме нико није. Исте године издаје и сингл са песмама Хајде да се пољубимо и Пусти ноћас да о срећи снивам, док 1979. године издаје плочу (ПГП РТБ, ознака СФ 13263) са песмама Тарабић и Слатка тајна.
Изворинка Милошевић 1980. године, уз пратњу ансамбла Михаила Блама, издаје за ПГП РТБ ЛП плочу под називом Слатка мала Влајна. Плоча је имала девет песама, међу којима је била и једна влашка народна песма. На А страни биле су песме Због те лепе Влајне, Мори Тано, Пасарика (Птичица, народна песма), Хајдук Вељко из Крајине и Хајде да се пољубимо. На Б страни налазиле су се песме Влашка питалица, Нова Коштана, Шанко си Бонка залиби и Ја Влајна, а ти Србијанац.
Милутин Поповић Захар је 1981. године за ПГП РТБ издао ЛП плочу под називом Моје најлепше песме. На овој плочи нашла се и његова композиција коју изводи Изворинка Милошевић Ја Влајна, а ти Србијанац.
У децембру 1981. године за ПГП РТБ свој албум (ЛП плочу и траку) издаје и Изворинка Милошевић. Албум је издала под именом Изворинка Милошевић Блам, а назив албума био је Изворинка. На овом албуму нашло се десет песама, међу којима и једна влашка народна песма, за коју је аранжман урадио Миша Блам. На А страни биле су песме Мала кућа, висок праг, потом песма Зоране, Зоране, затим Гарав драги, гарава сам и ја, Ој, додо, додоле и Ватреница. На Б страни нашле су се песме Цакана, Не може то тако, Победила је љубав, Имао си коврџаву косицу и влашка песма Жоаке жоку н' појењице (Игра коло на ливади). У јануару 1983. издала је за ПГП РТБ ЛП плочу и касету под називом Цица-маца. На албуму се нашло осам песама: На А страни – Цица-маца, Медењак, Шта ћемо, како ћемо и Очи моје нешто слуте, а на Б страни – Цича зима, топла соба, Ја сам ватра, а ти вода, Хаљиница на туфнице и Диско-фолк микс. За исту издавачку кућу издала је у августу 1984. године ЛП плочу под називом Пази, пази шта чиниш, са девет песама. На А страни објављене су песме Пази, пази шта чиниш (румунска народна песма), Гиле и наргиле, Русаљка, Празно срце, празан стан и Калушица. На Б страни нашле су се песме Здравица, Још трен, још час, Не остављај ме никад саму и Дон Жуан. За ПГП РТБ је издала плочу и касету 1985. године, под ознаком 5113121. Насловна песма овог албума била је Милоје, Милоје, која је била прва песма на А страни, а уз њу су на А страни биле још песме Еци, пеци, пец, затим Са женама није лако и Снови моји. Б страна садржала је песме Лепотан, Када те судбина узме на зуб, потом песму Шуми, шуми зрела раж, као и песме Борићу се и Срце ми куца тик-так-так.
ПГП РТБ је 1986. године издао музичку компилацију (ЛП плочу) Хит парада народне музике '86 1. На овој компилацији, под бројем Б3 нашла се песма Изворинке Милошевић Милоје, Милоје. Следеће године ПГП РТБ је издао ЦД са компилацијом народних песама под називом Хит певачи – Хит песме 1, на којем се под редним бројем 14 нашла песма Ја Влајна, а ти Србијанац.
Године 1987. Изворинка, под ознаком 2115310, издаје за ПГП РТБ албум са насловном песмом Мене чуваш за времена тешка. Албум је имао девет песама: На А страни – Мене чуваш за времена тешка, Даље од мога сокака, Нема више хоћу-нећу и Ја се бојим, те на Б страни – Ти си мамин мезимац, Посади деда три леје лука, Имам динар, немам два, Волећу те увек и Ја оком, а ти скоком.
Године 1988. ПГП РТБ издао је видео-касету (ознака 800007) Дискофолк на Ташмајдану, на којој се нашао и наступ Изворинке Милошевић са ове манифестације, која је одржана у јуну 1987. године. На касети су се нашле Изворинкине песме Ја се бојим и Волећу те увек.
У марту 1989. године ПГП РТБ издаје ЛП плочу Изворинке Милошевић Воја. Објављено је осам песама. На А страни су биле песме Воја, Бројалица, Свезналице моја мала и Несташко. На Б страни биле су песме Стара Влајна, Мали лажове, Неготинци, шта је, ту је и Драга песма.
Током 1990. године, такође за ПГП РТБ, издала је албум (ознака 202 193) са насловном песмом Синоћ сам се дотерала. Албум је имао осам песама. На А страни нашле су се песме Синоћ сам се дотерала, Још мало, још мало, Ватра жена и О, даљино проклета. На Б страни биле су песме Све се враћа, све се плаћа, Лаку ноћ, Полудећу и Дуњо моја. Потом ПГП РТБ 1994. године издаје њен нови албум (ознака 505492) са насловном песмом Бог те мени поклонио. Овај албум имао је осам песама. Поред насловне песме ту су се на А страни нашле песме Кога сам ја то љубила (румунска народна песма), Чаша вина и Три сузе, а на Б страни песме Иди, нестани, Шума без борова, Седам дана и Туго, туго.
Године 1995. Изворинка Милошевић за ПГП РТС издаје албум Заљубљиво срце (ознака 506 765). На А страни биле су песме Има Бога, Мали лопов, Љубавно лудило и Ти си мангуп. На Б страни биле су песме Заљубљиво срце, Горда жена, На земљи рај нас чека и Краљ или просјак. Следеће, 1996. године за исту издавачку кућу издаје ЦД са 20 песама, од којих је десет на српском језику. Албум је носио назив Тумна афост ша плојат. Песме са овог албума су: Тумна афост ша плојат (Јесен је кишна била), Патру ањ де дзиље (Четири године заједно), Асаре ту нај венит (Синоћ ниси дошао), Вино најке ту астаре (Дођи, драги, вечерас), Тоц барбаци ката ан миње (Сви ме младићи гледају), Мулт ац плаће вину (Много волиш вино), Јовањал де преста ђал (Јован са планине), Мама к'нд ма љегала (Када ме мајка љуљала), Пе ундје јубјам одате (Тамо где сам некад љубио), Ам о м'ндре микићике (Имам малу драгу), Стара Влајна, Чаша вина, Домаћине, роде мој, Заљубљиво срце, Цакана, Има правде, има Бога, Мала кућа, висок праг, Мали лопов, Шума без борова и Ја Влајна, а ти Србијанац. На овом албуму Изворинка Милошевић је била аутор песме Асаре ту нај венит.
Изворинка Милошевић је, поред овог ЦД-а, 1990-их издала и касету под називом Хитови, са десет песама. На А страни биле су песме: Ја Влајна, а ти Србијанац, Стара Влајна, Цица-маца, Мала кућа, висок праг и Мене чуваш за времена тешка. На Б страни су биле песме: Синоћ сам се дотерала, Пази, пази шта чиниш, Шума без борова, Чаша вина и Цакана. Године 1998. Изворинка је, такође за ПГП РТС, издала албум (ЦД – ознака 403 842 и траку – ознака 509230), са насловном песмом Не убијајте голубове и са још седам песама: Љубе ми се усне твоје, Ти ниси мој бог, Драганче, Драганче (песма са Шумадијског сабора '97), Вагабунд (румунска народна песма), Ко о чему, Лађа и Путујемо.
У 2004. години ПГП РТС је издао албум (ЦД и касету – АК 601538) са хитовима Изворинке Милошевић, где је насловна песма била Зашто смо се растали. Албум је имао 16 песама, а већина су биле влашке и румунске народне песме. Те песме су: Зашто смо се растали, Стара Влајна, затим песма Тано, Тано, потом песме Домаћине, роде мој, Вагабундуље (Скитница), Ој, додо, додоле, Пази, пази, шта чиниш, Пре ваље ла ваље (Тамо у долини, влашка народна песма), Дајке Јоање (Драга Јано, румунска народна песма), С'м дај доамње (Дај ми, Боже, крила), Ам о м'ндре микићике (Имам малу драгу, влашка народна песма), Мулт ћ плаће вину (Много волиш вино, румунска народна песма), Мараћиње (румунска народна песма), Патру ањ де дзиље (Четири године заједно, влашка народна песма) и Мошу ку барба карунта (Старац са седом брадом, влашка народна песма). Са Иваном Селаков је 2012. године снимила дует. Њих две отпевале су песму Херој, која је изашла на албуму који је Ивана Селаков у октобру 2012. издала за Гранд продукцију.
Истиче се неколико песама за које је Изворинка Милошевић направила видео-спотове. Поред песама на влашком језику, то су песме Цица-маца, Пази, пази шта чиниш, за коју је направила два видео-спота,Ти си мамин мезимац, Мене чуваш за времена тешка, Синоћ сам се дотерала, Неготинци, шта је, ту је, итд.
Осим што пева народне песме на влашком језику, Изворинка Милошевић је позната и по извођењу других српских народних песама и песама које су у народном духу компоновали српски композитори. Свакако се истиче песма Јечам жела Косовка девојка, али и друге песме, међу којима су песме Црвен фесић, Играло коло под Видин, Пошла Тројанка на воду, Куде си пошла, мори Цвето, Што си, Лено, на големо, Ај, пуче пушка леденица, Обраше се виногради (композиција Драгише Недовића), Ја погледах преко кола, Ој, Цоко, Цоко, Поранила девојчица, Еј, ви магле, За ким куца срце моје (композиција Раде Тимотијевића), Врти коло, и друге песме.
Изворинка Милошевић је сарађивала са многим познатим композиторима и текстописцима. Од композитора свакако се издвајају Милутин Поповић Захар, Данило Живковић, Драган Александрић, Милан Обрадовић, Предраг Вуковић Вукас, Љубо Кешељ, Раде Вучковић, Драган Јанковић Миријевац и други.
Осим естрадних наступа, Изворинка Милошевић често пева на свадбеним весељима, где, по сопственом признању, не пева класичан српски репертоар, већ румунско-влашку музику. Такође, учесник је бројних догађања која се организују широм Србије, али и у иностранству, где често пева по позиву, па је тако наступала на отварању Дома културе у Доброј Води код Јагодине, певала је српској дијаспори у Мађарској и у другим сличним приликама.
Активна је као певачица и често наступа у ресторану своје другарице из детињства Гордане Гоце Стојићевић и њеног мужа Рада Јанковића. Наступа заједно са Гоцом Стојићевић, Неном Вукадиновић и Јасном Ђокић, а наступају и као квартет Грације ЛМ. Гоца пева српски мелос, Изворинка источни, Нена модерни, а Јасна грчко-шпански.
Исто тако, учесник је бројних фестивала који популаризују традиционалну музику у Србији. Учествовала је и на другој вечери Трећег фестивала влашке музике, који је одржан у Неготину 29. и 30. априла 2011, а од 2010. године Изворинка Милошевић је и уметнички директор ове манифестације. Учествовала је и у ревијалном делу програма на 7. Фестивалу влашке изворне песме 5. новембра 2010. у Бору, манифестацији коју је спонзорисао Национални савет влашке националне мањине. Била је извођач и на свечаном концерту на 40. сабору народног стваралаштва Србије у Тополи у октобру 2012. 
Била је учесник и бројних других музичких фестивала. Између осталих учествовала је на Хит паради народне музике '82, Месаму '85, где је извела песму Милоје, Милоје, затим на Хит паради '92, где је извела песму Синоћ сам се дотерала, и другим сличним фестивалима.
Осим наведених фестивала 14. децембра 2010. била је гост на концерту легендарног фрулаша Тихомира Пауновића, а у оквиру циклуса Музичка традиција „Портрет једног свирача“, циклуса концерата које организује РТС, на којем је извела песму Мараћиње. Учествовала је и на концерту „Даровница“ Радио Београда 1, који је одржан у Старој Пазови крајем марта 2011. године, на коме је извела народну песму Надојна, а била је учесник и РТС каравана, који је 1. августа 2011. одржан у Сокобањи. У РТС-овој емисији Шљивик, емисији која промовише очување српске народне баштине, која се 4. новембра 2012. одржала у Неготину, члан жирија била је Изворинка Милошевић.
Иако је соло певач, има неколико истакнутих дуетских песама. Поред дуета који је 2012. године снимила са Иваном Селаков, познат је њен дует са Предрагом Живковићем Тозовцем, са којим изводи песму Не да Влајна да се пипа, док је са Горданом Гоцом Стојићевић отпевала народну песму Ту ну врјеи ракије с' бјеи (Не желим пити ракије). Са Зораном Калезићем је 1995. године снимила песму Заљубљиво срце, која је објављена на истоименом албуму, док је са Чедом Марковићем снимила песму Мене волиш, моја лепа Јело.

## Фестивали
- 1970. Смедеревска Паланка - Дадох ти љубав, први глас Југославије
- 1977. Београдски сабор - Све због љубави
- 1978. Парада хитова - У тебе сам заљубљена
- 1978. Хит парада - Хајде да се пољубимо
- 1979. Хит парада - Тарабић
- 1980. Хит парада - Због те лепе Влајне
- 1982. Хит парада - Мала кућа, висок праг
- 1983. Хит парада - Цича зима, топла соба
- 1984. МЕСАМ - Здравица
- 1985. МЕСАМ - Милоје, Милоје
- 1987. Хит парада - Мене чуваш за тешка времена
- 1989. Хит парада - Воја
- 1991. Шумадијски сабор - Права љубав
- 2004. Војвођанске златне жице, Нови Сад - Зелена поља
- 2020. Сабор народне музике Србије, Београд - Тебе волим, тебе желим

## Наступи на телевизији и филмска каријера
Изворинка Милошевић је учествовала и на бројним радио-телевизијским емисијама, које нису биле музичког карактера. Наступала је у емисији Жикина шареница, која се емитовала из Кучева, 29. августа 2009. Била је учесник квиза Ја волим Србију, ријалити-програма Двор и Магазина ИН (у децембру 2011, на тему како преболети раскид и развод). Такође је у јануару 2012. као „брачни судија“ учествовала у емисији Брачни судија, емисији коју емитује Телевизија Пинк. У истој овој емисији, као „брачни судија“, учествовала је и у септембру 2012. Учествовала је и у емисији Таблоид, на Радио-телевизији Војводине, у мају 2011. и у фебруару 2012. године. Гостовала је у јулу 2012. и у емисији ТВ Пинк У рингу, чија тема је била сујевјерје.
Изоринка се окушала и у филмским улогама. Године 1980. глумила је девојку у ТВ драми Александра Мандића Нешто из живота. Глумила је певачицу у комедији Секула невино оптужен, режисера Јована Јанићијевића Бурдуша.

## Лична и политичка уверења
Изворинка Милошевић је члан Удружења за очување културе и традиције Влаха „Гергина“ из Неготина. У интервјуу за лист Жена она каже: Влашко писмо ни дан-данас није профилисано. Имамо језик, културу и традицију, а немамо школе. 
У вези са претњом Румуније да ће Србији блокирати статус кандидата за чланство у Европској унији уколико се не побољшају права Влаха у Србији, Изворинка Милошевић за лист Ало каже: Згрожена сам, моја је мајка Србија, рођена сам у Србији и имала сам сва права као и све националне мањине. Имала сам право на школовање, певала сам и нико ми ништа лоше није рекао. Певала сам на влашком језику и увек у било ком граду дочекивана са аплаузом.

## Породични живот
Када је имала 20 година, Изворинка Милошевић се удала за џез музичара Михаила Мишу Блама, челисту Народног оркестра Радио-телевизије Србије и сина чувеног музичара Рафаела Блама, једног од оснивача Народног оркестра РТС-а. Прво дете је изгубила у шестом месецу трудноће, тако да је другу трудноћу чувала и свих девет месеци прележала је у Гинеколошко-акушерској клиници Клиничког центра Србије, под надзором др Милића Алексића, након чега је родила сина којем је дала име Давид. Давид је завршио нижу музичку школу, али није наставио да се професионално бави музиком, већ је завршио факултет пословних студија. Изворинка се од Мише Блама развела након 17 година брака. У време њиховог развода Давид је имао осам година.
Станује у београдском насељу Дорћол. Велики је поштовала декорације у источњачком духу древне Кине. Као љубитељ животиња поседује велики акваријум са разним врстама рибица, те мачку Цицу и пса малтезера Бебу. Такође је и велики љубитељ цвећа, а приватно је и веома добра куварица. Љубитељ је кинеске кухиње и традиционалне српске кухиње.
Иако се од Мише Блама одавно развела, са његовом сестром Надом Блам остала је у добрим односима.
У детињству јој је најбоља другарица била Гордана Гоца Стојићевић, а наставиле су да се друже и као одрасле особе. Чак имају и свој начин споразумевања, језик који су измислиле још док су биле деца, а који зову нидиш.